# 樋上至
樋上至（3月1日—），是一位女性的電子遊戲原畫家。大阪府出身。专門學校漫畫家專業養成科畢業。筆名由來為北川翔的漫畫《C》的主角天野格（あまのいたる）。喜歡燒肉。

## 經歷
就讀專門學校時接觸電腦遊戲《同級生》而決定向遊戲業界發展。但因為學科不同而學校沒有遊戲業界的求人廣告，因此自行求職，最後被起用為畫像設計。沒有製作遊戲的經驗，而邊工作邊學習。其後轉職至Tactics並提拔為原畫家，但之後被馬場隆博挖角而和折戶伸治、麻枝准、久彌直樹等人移籍至Visual Art's。2006年，參與新公司pekoe的BL遊戲的原畫。2007年12月與折戶、擔任網上廣播的主持之一。2008年，亦擔任《Rewrite》的企劃。
2016年9月20日正式宣布退出Key，并独立。

## 原畫擔當作品
Tactics
- 同棲
- MOON.
- ONE～光辉的季节～

Key
- Kanon
- AIR
- CLANNAD
- Little Busters!
- Little Busters! EX
- Rewrite
- Kud Wafter
- Rewrite Harvest festa!
- Harmonia

pekoe
H.I.design office
- HOLY BREAKER! -THE WITCH BETRAYED BLUE MOON WICCA.-
- HOLY BREAKER!2 -THE WISH IN THE NIGHT OF THE STAR TALERS.-

MangaGamer
muffin-soft（まふぃん）
- Plus Edition

ENTERGRAM

## 外部連結
- ITARU Design Office （页面存档备份，存于）（日語）